# Poison (película)
Poison es una película estadounidense de ciencia ficción, terror y drama estrenada en 1991. Escrita y dirigida por Todd Haynes la cinta fue su ópera prima tras su debut como realizador con los cortometrajes Assassins: A Film Concerning Rimbaud (1985) y Superstar: The Karen Carpenter Story (1987). Está protagonizada en sus papeles principales por Edith Meeks, Larry Maxwell, Susan Gayle Norman, Scott Renderer y James Lyons.
Destaca porque su temática, homosexual, y estructura, basada en tres segmentos, se basa parcialmente en diferentes escritos del novelista francés Jean Genet. Es considerada una de las películas fundacionales del denominado New queer cinema. Estrenada mundialmente en el Festival de Sundance de 1991 la cinta obtuvo 6 nominaciones y 4 galardones que incluyen los premios del jurado de Sundance y Sitges, el premio de la crítica de Fantasporto y el premio Teddy del Festival de Berlín.

## Argumento
Los tres segmentos que integran Poison son:
- Hero: Richie Bacon es un misterioso niño de siete años que dispara contra su padre matándolo. Tras cometer el parricidio asciende de cuerpo entero hacia los cielos. Después del suceso un falso documental, filmado con el estilo de los emitidos por televisión, indaga en la historia preguntándose cómo era el niño y qué lo llevó a cometer tal hecho. Todo el mundo lo describe como un niño inteligente, extremadamente reservado, poseedor de algún tipo de fuerza sobrenatural y que no se relaciona con los demás más allá de sus palabras. Richie parece tener una autoridad hipnótica sobre los demás lo que generó en su entorno una animadversión a excepción de su madre quien considera que las habilidades de su hijo son una suerte de extensión de Dios. El niño no demuestra emoción ninguna ante sus circunstancias, actuando pasivamente, incluso cuando uno de sus compañeros de clase lo golpea violentamente. Sin embargo también se recrea una escena en la que Richie observa a su madre manteniendo relaciones íntimas con el jardinero lo que, a la postre, resulta ser la clave de sus actos.
- Horror: un científico que realiza investigaciones sobre la libido humana, con el objetivo de descubrir su funcionamiento para poder mejorar la sociedad, logra finalmente aislar el "elixir de la sexualidad humana". Por error, ya que el aspecto del elixir es incoloro, ingiere accidentalmente dicha sustancia lo que provoca que su cuerpo se llene de llagas que irán cubriendo su cara. Mientras intenta encontrar un antídoto para volver a disfrutar de una vida normal una colega de investigación, que está enamorada de él, trata de ayudarlo pero al besarse no solo se infecta sino que muere casi instantáneamente. Al conocerse el hecho por el resto de la comunidad el científico se convierte en un apestado social. El segmento está rodado en blanco y negro al estilo de una "película de terror psicotrópica" de mediados de los años 1960.
- Homo: John es un recluso que vuelve para cumplir condena en prisión. En el camino hacia su nuevo hogar recuerda su pasado, mientras estaba en una institución juvenil, y especialmente un episodio muy significativo para cuando presenció, y posiblemente fuera uno de los partícipes, una boda entre dos jóvenes presidiarios. A través de un monólogo interior John explica que la única manera en la que se puede considerar a sí mismo como persona, como individuo particular, es cuando forma parte de un contexto puramente varonil. Por ende considera la cárcel como el hogar de su verdadera familia: todos hombres, todos culpables y todos iguales. Esto representa su presente pero su mente siempre divaga entre su ahora y su adolescencia. En su condición actual, de preso en una institución “adulta”, el entorno no es tan ideal como en su adolescencia, pero tampoco se ven, ni se escuchan, a los guardias. Por contra John está rodeado de cemento frío, de sombras anónimas y constantes, y sobre todo de la encerrona de sus propios deseos sexuales. El encuentre entre John y Jack Bolton, otro prisionero a quien había conocido y humillado durante su estancia en la institución juvenil, desencadenará nuevas experiencias entre ambos. Esta historia se cuenta con una fotografía oscura, a excepción de los flashbacks, que son brillantes.[11]

## Reparto
Segmento Hero
- Edith Meeks - Felicia Beacon
- Millie White - Millie Sklar
- Buck Smith - Gregory Lazar
- Anne Giotta - Evelyn McAlpert
- Lydia Lafleur - Sylvia Manning
- Ian Nemser - Sean White
- Rob LaBelle - Jay Wete
- Evan Dunsky - Dr. MacArthur
- Marina Lutz - Hazel Lamprecht
- Barry Cassidy - Oficial Rilt
- Richard Anthony - Edward Comacho
- Angela M. Schreiber - Florence Giddens
- Justin Silverstein - Jake
- Chris Singh - Chris
- Edward Allen - Fred Beacon
- Carlos Jimenez - Jose

Segmento Horror
- Larry Maxwell - Dr. Graves
- Susan Norman - Nancy Olsen
- Al Quagliata - Diputado Hansen
- Michelle Sullivan - Prostituta
- Parlan McGaw - Locutor de informativos
- Frank O'Donnell - Doctor anciano
- Melissa Brown - Mujer en el callejón - Voces adicionales
- Joe Dietl - Hombre en el callejón
- Don Damico - Doctor 1 - Policía 2 - Voces adicionales
- Charles Cavalier - Policía 1
- Kyle deCamp - Vecino
- Aimee Scheff - Vecina
- Jessica - Enfermera
- Lorraine Traverson - Enfermera
- Phil W. Petrie - Doctor
- John Nadeau - Doctor
- James Cagnard - Camarero
- Lauren Zalaznick - Camarera
- Chris Henricks - Hombre sórdido
- Leah Mullen - Jovencita
- Elyse Steinberg - Jovencita
- Bruce Cook - Doctor Strick
- Andrew Bishop - Manos de niño
- Tom McCullough - Ciudadano
- Chava Tiger - Ciudadano
- Jack Tiger - Ciudadano
- Frankie Waters - Ciudadano
- Richard Hansen - Narrador
- Gary Ray - Voces adicionales
- Joseph Glick - Voces adicionales

Segmento Homo
- Scott Renderer - John Broom
- James Lyons - Jack Bolton
- John R. Lombardi - Rass
- Tony Pemberton - John Broom adolescente
- Andrew Harpending - Jack Bolton adolescente
- Tony Gigante - Inspector
- Douglas Gibson - Van Roven
- John Leguizamo - Chanchi
- Les Simpson - Señorita Tim
- Joey Grant - Jamoke
- David Danford - Basco
- Jason Bauer - Doran
- Ken Schatz - Predicador
- Maurice Clapisson - Guardian 1
- Matthew Ebert - Guardian 2
- Marie-Françoise Vachon - Madre
- Michael Silverman - Padre
- Shaun Wilson - John Broom niño
- Nino Bua - Recluso
- Wayne Compton - Recluso
- Ray Dragon - Recluso
- John Duffy - Recluso
- John McGhee - Recluso
- Michael A. Miranda - Recluso
- Anthony J. Ribustello - Recluso
- Jonathan Smit - Recluso
- Oscar Tevez - Recluso
- Gideon Joslyn Brown - Recluso
- John Gleeson Connolly - Recluso
- Tom Cross - Recluso
- Eric Cubano - Recluso
- Dani Michaeli - Recluso
- Jim Fletcher - Voces adicionales
- Tom Wayland - Voces adicionales
- Norman Yugutta - Voces adicionales

## Producción
Producida por Christine Vachon, productora independiente quien financiara gran parte de la trayectoria cinematográfica de Haynes, el director ha afirmado en reiteradas entrevistas que la génesis del proyecto fue hacer una respuesta a la homofobia estructural que el gobierno de Estados Unidos implementaba a lo largo de la década de los años 1980.

"Poison fue producto de un momento muy convulso en mi país, en el que el Gobierno estimulaba el odio a los gays. Había que hacer algo. Cierto que volvemos a vivir tiempos muy oscuros, pero yo ya no soy el joven radical de entonces. Solía usar el cine para hacer terrorismo. Ya no. Me he hecho viejo."
Todd Haynes (elperiodico.com, 8 de enero de 2018) 

El cine independiente de Estados Unidos en la época no contaba con productoras con capacidad para financiar una ópera prima con la temática de la película. Por ello Vachon solicitó una ayuda en la convocatoria de ayudas del National Edowment for the Arts obteniendo 25.000 dólares. Cuando la cinta se proyectó en el Festival de Sundance, incluyendo escenas frontales de homoerotismo, temas contra el patriarcado o su metafórica denuncia de la reacción frente al Sida, sectores políticos y religiosos conservadores criticaron duramente la utilización de fondos públicos para la financiación de dicho proyecto.

"La independencia tiene que ver con la voluntad de cuestionar convenciones y expandir los límites del medio, y quiero creer que eso es lo que sigo haciendo. Siempre he cuestionado el 'establishment'. En cambio, muchos cineastas independientes hacen películas que parecen hechas por los grandes estudios, porque su gran objetivo es precisamente hacerse un sitio en el 'establishment'. Y me entristece que mucho de ese conformismo venga desde dentro de la comunidad gay. En la época de Poison, cuando el Gobierno dejaba que la gente muriera a causa del sida, para los gays saber que nuestra existencia suponía una amenaza contra las clases bienpensantes era nuestra mejor arma para exponer las miserias del sistema. Hoy la comunidad LGTB ha logrado la inclusión social y eso es magnífico, pero en parte siento que nos han dado gato por liebre. Si hemos sido integrados en el 'mainstream' es porque somos sujetos consumidores. Es el mercado quien ha ganado, no nosotros".
Todd Haynes (elperiodico.com, 8 de enero de 2018) 

## Recepción
La película está considerada de manera mayoritariamente positiva por parte de los críticos profesionales y entre los usuarios de los portales de información cinematográfica. En IMDb, con más de 4900 valoraciones, obtiene una puntuación media de 6,3 sobre 10.En FilmAffinity con 674 votos tiene una calificación de 6,1 sobre 10.En el agregador de críticas Rotten Tomatoes tiene la calificación de "fresco" en el 80% de las 25 críticas profesionales, cuyo consenso señala "claustrofóbico y de terror peculiar, este es un debut decentemente sucio para el director Todd Haynes", y para el 68% de las más de 1000 valoraciones registradas entre los usuarios del portal. En Metacritic obtiene una valoración de 67 sobre 100 computando 18 críticas profesionales y de 5,5 sobre 10 entre las 6 valoraciones de los usuarios.
La revista Fotogramas, en su reportaje "Todd Haynes para principiantes: Sus mejores películas, frases, escenas y características" firmado por Rafael Sánchez Casademont, afirma del realizador que "sus trabajos iniciales se enmarcan dentro del cine indie de los noventa y ya contienen sus tres principales temáticas, la homosexualidad en Poison (1991), la opresión femenina en Safe (1995) y la música en Velvet Goldmine (1998)".Alberto Bermejo para el diario El Mundo destaca que está "rodada con pocos medios y con una a ratos cargante vocación experimental resulta, al menos, simpática". El equipo de Filmaffinity la define como una "impactante y polémica película premiada en varios festivales. Atacada por recibir subvención un "film porno con escenas homosexuales", está dividida en 3 capítulos de distinto género: Ciencia-Ficción, drama carcelario y documental".Carlos Rodríguez para la revista mexicana La Tempestad destaca que "en Poison (1991), su primera película, que hoy puede ser leída como un compendio y, también, un presagio de su cine, convergen su gusto por lo fragmentario (consta de tres historias que se distinguen por su puesta de cámara: falso documental, noir y ensayo fílmico) y los temas de “quienes rechazan el mundo que los ha rechazado”, como menciona uno de sus personajes".
Jonathan Rosenbaum en su crítica de 2010 para el diario Chicago Reader señala "podría haber prescindido del diseñador de arte de la prisión pero la mayoría de los conceptos estilísticos funcionan". El equipo de la revista Variety destacó en 2009 que "Poison, de Todd Haynes, es un primer largometraje conceptualmente audaz y estilísticamente audaz, un estudio convincente de diferentes formas de desviación". Rob Nelson la calificó en 2010 para The Village Voice como "posiblemente la ópera prima estadounidense más impactante de los años 90".

## Premios y nominaciones
| Premio                                           | Categoría                    | Receptor(es) | Resultado |
| ------------------------------------------------ | ---------------------------- | ------------ | --------- |
| Festival Internacional de Cine de Berlín (1991)  | Premio Teddy                 | Todd Haynes  | Ganador   |
| Festival Internacional de Cine de Locarno (1991) | Leopardo de Oro              |              | Nominada  |
| Festival de Cine de Sundance (1991)              | Premio del Jurado            | Todd Haynes  | Ganador   |
| Festival de Cine de Sitges (1991)                | Premio Especial del Jurado   | Todd Haynes  | Ganador   |
|                                                  | Mejor Película               |              | Nominada  |
| Fantasporto (1992)                               | Premio de la Crítica         | Todd Haynes  | Ganador   |
|                                                  | Mejor Película Internacional |              | Nominada  |
| Premios Independent Spirit (1992)                | Mejor Largometraje           |              | Nominada  |
|                                                  | Mejor Director               |              | Nominada  |